# 万祝

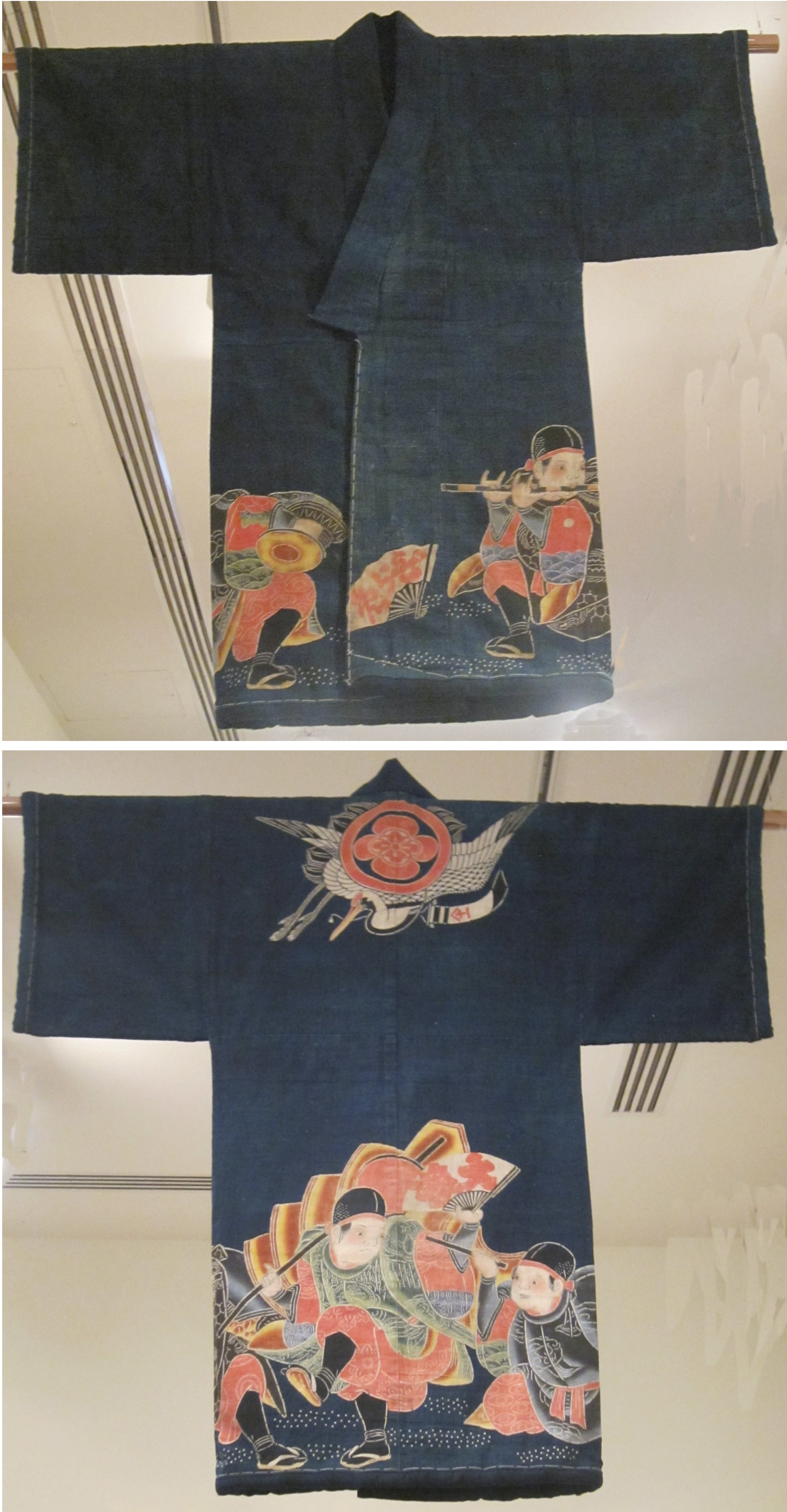
ホノルル美術館所蔵の万祝。20世紀初頭のもの。

万祝（まいわい、旧字体：萬祝󠄀）とは、漁師の晴れ着として作られてきた和服の一種。

## 概説
江戸時代から漁師の間で広まった民俗的衣装で、江戸時代の房総半島の漁村が発祥といわれる。その後、広く太平洋岸の漁村にも広まった。
起源は、大漁祝いの引き出物として船主や網元が漁師に配った祝い着であるとされ、型染めの技法で長半纏を染め上げたものだったという。柄は、黒潮を表す藍色で文字を染め抜いた地味なものもあるが、多くは鶴亀・宝船・鯛など、縁起の良いものを多色染色で鮮やかに描いている。その鮮やかさは「漁民民芸の結晶」と呼ぶ者もいるほど。生地は、通常は木綿が使われるが、稀に絹が使われた事例も見られる。房総で万祝の技術を継承する染物屋は鴨川市などの2軒に減ったが、その染色技法は、大漁旗づくりや現代ファッションにも転用されているほか、各地に伝わって民芸品などに活かされている。
正月の参詣などで漁師仲間が打ち揃う時には、全員がこの衣装をまとって道を練り歩き、沿道の人々の目を引いたという。太平洋戦争前は、万祝を羽織った漁師が神前で宴会を開いていた。万祝の風習は太平洋岸の静岡県から三陸海岸北部の青森県内まで広く伝播した。最盛期は、江戸期を過ぎて明治から大正にはいってからであったとされる。これが廃れるのは、昭和30年代以降である。漁師への祝儀が実用的なジャンパーや家電製品に変わっていったなどが背景にある。
和服の常として、古くなったものはほどいて仕立て直したり、ぼろとして消費したりされたため、古くから風習があったことは伝えられているものの、古い万祝の現存数は少ない。和服デザイナーの柳和子が夫とともに訪れた布良（めら、現・千葉県館山市）の海女小屋にかけられた万祝の美しさに感動し、房総の漁村を回って200着ほどを収集。私設の「白浜海洋美術館」を開いて、10着ほどを展示している。またアメリカ合衆国西海岸などに、房総からの移民が携えてきた万祝が一部残されている。